# جيمي كابوت
جيمي كابوت (بالفرنسية: Jimmy Cabot) (18 أبريل 1994 بشامبيري في فرنسا - ) هو لاعب كرة قدم فرنسي في مركز الهجوم. لعب مع نادي تروا ونادي لوريان.

## روابط خارجية
- جيمي كابوت على موقع إي إس بي إن إف سي (الإنجليزية)
- جيمي كابوت على موقع قاعدة بيانات كرة القدم.إي يو (الإنجليزية)
- جيمي كابوت على موقع ليكيب (الفرنسية)
- جيمي كابوت على موقع Soccerbase.com (لاعب) (الإنجليزية)
- جيمي كابوت على موقع Soccerway.com (الإنجليزية)
- جيمي كابوت على موقع عالم كرة القدم.نت (الإنجليزية)
- جيمي كابوت على موقع AS.com (الإسبانية)